# Aspidopterys albomarginata
Aspidopterys albomarginata là một loài thực vật có hoa trong họ Malpighiaceae. Loài này được Hance mô tả khoa học đầu tiên năm 1877.